# ВЕС Тіссайд
ВЕС Тіссайд (англ. Teesside Wind Farm) — британська офшорна вітроелектростанція у Північному морі біля узбережжя Англії.
Місце для розміщення ВЕС обрали поблизу Редкар, за 1,5 км від узбережжя Йоркширу. Будівельні та підготовчі роботи на суші розпочались у 2011-му, а наступного року перейшли до спорудження фундаментів майбутніх вітроагрегатів. Встановлення монопаль довжиною 45 метрів, які заглиблювались під морське дно на 25—30 метрів, провадило судно Sea Jack, тоді як інше самопідіймальне судно JB-114 доповнювало їх перехідними елементами довжиною 15 метрів. На останні за допомогою спеціалізованого судна MPI Adventure змонтували власне вітрові агрегати.
Прокладання двох головних експортних кабелів, розрахованих на роботу під напругою 33 кВ, здійснила баржа HAM 601.
Станція складається із 27 вітрових турбін компанії Siemens типу SWT 2.3-93 з одиничною потужністю 2,3 МВт та діаметром ротора 92,4 метра. Вони встановлені в районі з глибинами моря до 16 метрів на баштах висотою 80 метрів.
Проект, введений в експлуатацію у 2013 році, став першою офшорною вітроелектростанцією концерну EDF у Великій Британії.